# Klemens VIII (antypapież)
Klemens VIII, właśc. Gil Sanchez Muñoz y Carbón (ur. 26 grudnia 1369 w Teruel, zm. 28 grudnia 1446 prawdopodobnie na Majorce) – antypapież obediencji awiniońskiej, w okresie od 10 czerwca 1423 do 26 lipca 1429.

## Życiorys
Był członkiem kurii awiniońskiej i najbliższym współpracownikiem antypapieża Benedykta XIII. Benedykt XIII jako jedyny z trójki pretendentów do tronu papieskiego, nie uznał decyzji podjętych przez Sobór w Konstancji i aż do śmierci 29 listopada 1422 podtrzymywał swe roszczenia, korzystając z dyskretnej protekcji króla Aragonii Alfonsa V, który, mimo formalnego uznania wybranego w Konstancji Marcina V wciąż traktował go jako swoją kartę przetargową w walce o panowanie na południu Włoch. 10 czerwca 1423 Gil Sanchez Muñoz został wybrany na następcę Benedykta XIII przez trzech mianowanych przez niego przed śmiercią kardynałów. W chwili wyboru był on archiprezbiterem Teruel. Przybrał imię na cześć antypapieża Klemensa VII. Czwarty z kardynałów Jean Carrier, który nie był obecny przy elekcji Sancheza Munoza, został przez niego obłożony ekskomuniką.
Nie zdobył on praktycznie żadnego poparcia. Uznał go jedynie król Alfons V, zresztą wbrew stanowisku aragońskiego episkopatu, oraz hrabia Armagnac Jan IV. Dopiero 26 maja 1426 został koronowany za zgodą króla. Pojednanie Alfonsa V z Marcinem V przypieczętowało jego los. 26 lipca 1429 podporządkował się papieżowi Marcinowi V, który mianował go biskupem Majorki. Funkcję tę sprawował aż do śmierci; został pochowany w Palma de Mallorca. W okresie jego rządów biskupich na Majorce doszło do przymusowego ochrzczenia całej miejscowej społeczności żydowskiej (1435).

## Kardynałowie z nominacji Klemensa VIII
Klemens VIII jako antypapież mianował w dniu swej abdykacji dwóch (pseudo)kardynałów, którzy na jego polecenie dokonali „wyboru” urzędującego już papieża Marcina V i następnie zrzekli się swych godności:
- Francisco Rovira y Escuder, kardynał-prezbiter S. Clemente, zm. 22 listopada 1450.
- Gil Sánchez Muñoz (bratanek antypapieża), kardynał-diakon S. Maria in Cosmedin, zm. 1 września 1471.